# Sainte-Colombe-sur-l'Hers
Sainte-Colombe-sur-l'Hers es una localidad y comuna francesa, situada en el departamento del Aude en la región de Languedoc-Roussillon. 
A sus habitantes se les conoce por el gentilicio Sainte-Colombiens.

## Demografía
| 495 | 603 | 544 | 534 | 530 | 539 |
| Para los censos de 1962 a 1999 la población legal corresponde a la población sin duplicidades (Fuente: INSEE [Consultar]) |     |     |     |     |     |

(Población sans doubles comptes según la metodología del INSEE).

## Personalidades relacionadas con la comuna
- Nicolae Fleissig, escultor